# 阿爾納 (奧斯陸)
阿爾納（挪威語：Alna）是挪威奧斯陸的一個區，地名來自於當地的河流阿爾納河。2004年1月1日，阿爾納有人口43,612人。阿爾納是一個少數族裔集中的區。